# Cynortesta granulata
Cynortesta granulata is een hooiwagen uit de familie Cosmetidae.